# 野島亮司
野島 亮司（のじま りょうじ、1979年1月24日 - ）は、日本の実業家。元株式会社ノジマ取締役兼代表執行役副社長、元ニフティ株式会社代表取締役社長、株式会社セシール代表取締役会長、AXN株式会社・株式会社アニマックスブロードキャスト・ジャパン・株式会社キッズステーション代表取締役CEO。
ノジマ経営者の野島廣司の長男として出生。ノジマグループ各社の経営者を勤めている。2024年3月31日をもってノジマとニフティの代表者を退任した。

## 人物・経歴
デポール大学卒業。2005年イーネット・ジャパン入社。2008年イーネット・ジャパン代表取締役社長。同年ノジマ入社。2011年ノジマIT戦略事業部長。2012年ノジマ執行役IT戦略事業部長。2013年ノジマ取締役兼執行役IT戦略事業部長。2014年ノジマ取締役兼常務執行役IT戦略事業部長。2015年アイ・ティー・エックス取締役。
2016年ノジマ取締役兼執行役副社長。2017年西日本モバイル取締役、ジオビットモバイル取締役、ニフティ取締役副社長。2018年ノジマ取締役兼代表執行役副社長。2019年ニフティ代表取締役社長兼執行役員社長。2021年ニフティ・セシール代表取締役社長、セシール代表取締役会長、AXN代表取締役CEO、AXNエンタテインメント代表取締役CEO、ITXコミュニケーションズ取締役。2023年ニフティコミュニケーションズ代表取締役会長、マネースクエアHD取締役、コネクシオ取締役。2024年アニマックスブロードキャスト・ジャパン代表取締役CEO、キッズステーション代表取締役CEO。